# ‘En Moda‘
‘En Moda‘ (hebreiska: עין מודע) är en källa i Israel.   Den ligger i distriktet Norra distriktet, i den nordöstra delen av landet.
Terrängen runt ‘En Moda‘ är kuperad åt nordväst, men åt sydost är den platt. Runt ‘En Moda‘ är det ganska tätbefolkat, med 155 invånare per kvadratkilometer. Närmaste större samhälle är Bet She'an, 4,2 km öster om ‘En Moda‘. Trakten runt ‘En Moda‘ består till största delen av jordbruksmark.